# Grazie signore p...
Grazie signore p... è un film del 1972 diretto da Renato Savino.

## Trama
Il giovane Marco, che sfugge le donne a causa del comportamento della madre (che si concede a tutti per superare il trauma d'una vedovanza precoce), è sedotto da Anna ed Eva, due intraprendenti milanesi. Per un banale incidente, conseguenza d'un "gioco" con le ragazze, Marco fa cadere la madre, che batte la testa: la circostanza la rende nuovamente "normale" e a Marco non resta che ringraziare Anna ed Eva per quanto accaduto.